# Tõnis Kalbus
Tõnis Kalbus (* 22. Novemberjul. / 4. Dezember 1880greg. in Tori, Kreis Pärnu, Livland; † 20. März 1942 im Gefangenenlager Soswa, Oblast Swerdlowsk, Sowjetunion) war ein estnischer Jurist und Politiker.

## Frühe Jahre
Tõnis Kalbus wurde als Sohn von Jaan (1848–1909) und Mari Kalbus (geb. Kask, 1856–1930) auf dem Bauernhof Kõrveoja geboren. Er besuchte zunächst die Schule in Selja. 1896 schloss er die Kirchspiel-Schule von Tori ab. Von 1899 bis 1901 arbeitete er als Gemeindeschreiber in Taali. Anschließend war er am Friedensgericht von Viljandi-Pärnu tätig.
Von 1905 bis 1909 war Kalbus bei der Baudirektion der Pärnuer Schmalspurbahn beschäftigt. 1909 legte er als Externer sein Abitur am Knabengymnasium von Pärnu ab. Anschließend ging er zum Studium nach Moskau. 1913 schloss er an der Moskauer Universität sein Studium der Rechtswissenschaft ab.

## Politik
Von 1913 bis 1919 war Kalbus in Rakvere als Anwalt tätig. Dort betätigte er sich auch politisch. 1914 wurde er Vorsitzender des Stadtrats. Er hatte das Amt bis 1919 inne. Nach der Februarrevolution 1917 wurde er von der Regierung zum Leiter der Miliz im Kreis Viru ernannt, später zum Kommissar für den Landkreis. Die provisorische Regierung der Republik Estland ernannte ihn 1918 zum Vorsitzenden des Friedensgerichts von Rakvere-Paide.
Mit Gründung der Republik Estland 1918 übernahm Kalbus führende Positionen im Staat. Eine Freundschaft verband ihn mit dem Gründungsvater der estnischen Sozialdemokratie, Jüri Vilms (1889–1918). Kalbus wurde Mitglied der Verfassungsgebenden Versammlung (Asutav Kogu) der jungen Republik und gehörte in der Zwischenkriegszeit dem demokratisch gewählten Parlament (Riigikogu) in allen fünf Legislaturperioden an. 
Kalbus wurde zu einer der führenden Figuren der Estnischen Arbeitspartei (Eesti Tööerakond). Von Dezember 1925 bis Juli 1926 war er estnischer Gerichtsminister im Kabinett von Regierungschef Jaan Teemant. Dasselbe Amt hatte er von Dezember 1927 bis Dezember 1928 in der Koalitionsregierung unter Jaan Tõnisson inne. Anschließend war er bis Juli 1929 in der Regierung von August Rei und bis April 1930 im folgenden Kabinett unter August Strandman estnischer Gerichts- und Innenminister.
Mit der sowjetischen Besetzung Estlands wurde Tõnis Kalbus ins Innere der Sowjetunion deportiert. Er starb im März 1942 im Gulag.

## Privatleben
Tonis Kalbus war mit Salme Sophie Kalbus (geb. Kollist, 1884–1973) verheiratet. Das Paar hatte zwei Söhne und eine Tochter.
Während sein Sohn Endel (1914–?) ebenfalls deportiert wurde und sich seine Spur im Gulag verliert, entkamen Kalbus' Ehefrau und die beiden anderen Kinder diesem Schicksal.
| Personendaten    | Personendaten                                         |
| ---------------- | ----------------------------------------------------- |
| NAME             | Kalbus, Tõnis                                         |
| KURZBESCHREIBUNG | estnischer Jurist und Politiker                       |
| GEBURTSDATUM     | 4. Dezember 1880                                      |
| GEBURTSORT       | Tori, Kreis Pärnu, Livland                            |
| STERBEDATUM      | 20. März 1942                                         |
| STERBEORT        | Gefangenenlager Soswa, Oblast Swerdlowsk, Sowjetunion |